# Richie Brockel
Richie Brockel (Phoenix, 24 luglio 1986) è un ex giocatore di football americano statunitense, che ha giocato come fullback.
Dopo aver giocato per la squadra universitaria dei Boise State Broncos è selezionato nel 2010 come undrafted free agent dai San Diego Chargers, ma non entra nel roster attivo. Nel 2011 passa ai Carolina Panthers, squadra in cui chiuderà la propria carriera.

## Palmarès
- 1 Mondiale (2011)